# 愛比戀更冷
《愛比戀更冷》（英語：Anna Karenina）是一部由伯納德·羅斯執導的1997年歷史劇情片，蘇菲·瑪索、尙·比恩、艾佛·莫連納、米雅·柯許納和占士·霍斯主演，根據列夫·托爾斯泰1877年出版的同名小說《安娜·卡列尼娜》改編。電影講述一位年輕美麗的已婚女子遇上一位英俊的伯爵，兩人互生情愫，但她對愛的激情與社會現實的衝突導致了最終的抑鬱和絕望。
本片是同類題材中唯一一部完全於俄國境內攝製的非俄羅斯本國製作的《安娜·卡列尼娜》改編電影，取景地點包括聖彼得堡和莫斯科。

## 劇情簡介
帝俄時期的莫斯科，年輕英俊的騎兵軍官維諾斯基伯爵是許多待嫁女子的心儀對象，包括美麗的公主凱蒂在內。維諾斯基在返家與母親團聚的途中，於莫斯科火車站邂逅了一位美麗女子，俄羅斯帝國高層首長卡列尼的妻子安娜·卡列尼娜，四目交會的二人，預示著一段激情的展開。

## 主要角色
- 蘇菲·瑪索 飾
- 尙·比恩 飾 亞力克賽·維諾斯基
- 艾佛·莫連納 飾 君士坦丁·列文
- 米雅·柯許納 飾 凱蒂
- 占士·霍斯 飾 亞歷山大·卡列尼
- 彼得·伊拉里昂诺维奇·舍罗霍诺夫 飾 饰演卡皮通内奇

## 外部連結
- 互联网电影数据库（IMDb）上《愛比戀更冷》的资料（英文）
- AllMovie上《愛比戀更冷》的资料（英文）
- 爛番茄上《愛比戀更冷》的資料（英文）
- 開眼電影網上《愛比戀更冷 （页面存档备份，存于）》的資料 （繁體中文）
- 香港外語電影資料網上《愛比戀更冷 （页面存档备份，存于）》的資料 （繁體中文）
- 俄國藝術-電影-上《愛比戀更冷 （页面存档备份，存于）》的資料 （繁體中文）
- Cast Photos:  （页面存档备份，存于）,  （页面存档备份，存于）,  （页面存档备份，存于）,  （页面存档备份，存于）